# A.M.I. Italia
A.M.I. Italia S.r.l. — італійська компанія, виробник медичного обладнання. Заснована на початку 1990-х років; штаб-квартира знаходиться у Куарто (Неаполь). Спеціалізується на розробці і виробництві портативних зовнішніх дефібриляторів. Також компанія виробляє судинну і транскраніальну доплерографію із вбудованим спектральним аналізом для проктології. 

## Історія
У 1995 році спроектований перший прилад «ANGIODIN PC» (ультразвуковий доплер). У 1997 році був відкритий відділ BIOMEDICAL для здійснення професіонального обслуговування. У 2000 році заключені національні екслюзивні угоди про дистрибуцію із Int’l Majors.
2005 року заснована лінія систем моніторингу пацієнта. 
У 2007 році розроблений перший автоматичний зовнішній дефібрилятор (АЗД) Saver One.
У 2008 році випущено дві інші моделі дефібриляторів: Saver One D і Saver One P. У 2009 році виготовлено тренувальну систему для АЗД — Saver One T. У 2011 році запущена у виробництво повністю автоматична (FULLY AUTOMATIC) версія дефібрилятора Saver One.
Компанія є офіційним постачальником продукції для Федерації водного поло Італії, Confsport Italia, команди Формули-1 McLaren Mercedes та ін.

## Продукція
- Saver One

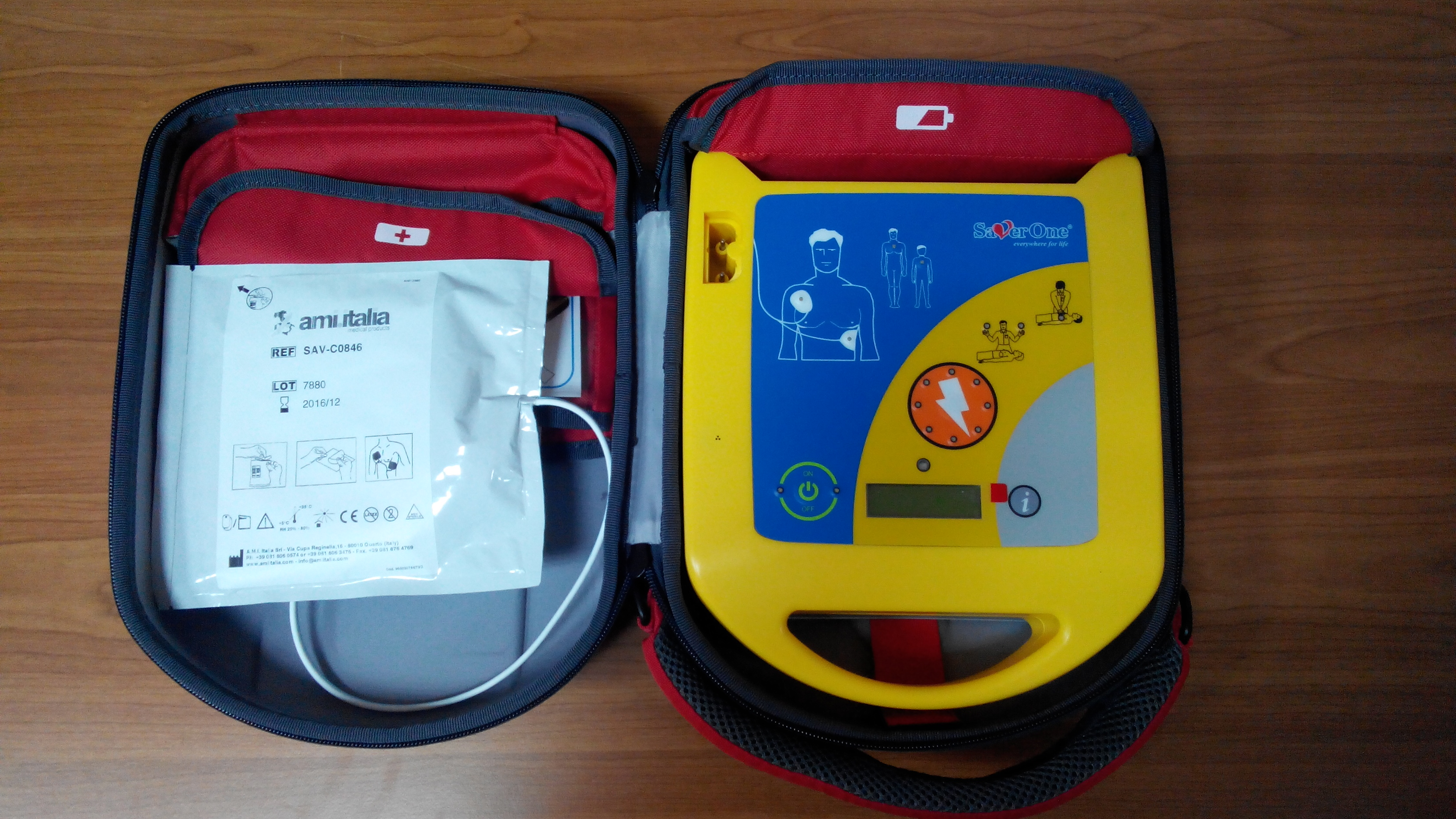
Напівавтоматичний дефібрилятор Saver One з енергію 200 Дж і електродами для дорослих

  - Saver One (повністю автоматичний) з енергією 200 Дж і 360 Дж.
  - Saver One (напівавтоматичний) з енергією 200 Дж і 360 Дж.
- Saver One D (із ЕКГ-моніторингом) з енергією 200 Дж і 360 Дж.
- Saver One P (із ЕКГ-моніторингом та ручним керуванням) з енергією 200 Дж і 360 Дж.
- Saver One T. Тренувальна система для проведення навчань із серцево-легеневої реанімації (СЛР). Доступна у версіях: Basic (SVT-B0008) і Advanced (SVT-B0008A). А також манекени для СЛР (MAN-B0608).
- Аксесуари
  - комплекти дефібриляційних одноразових електродів: дорослі (SAV-C0846) та педіатричні (SAV-C0016).
  - батареї LiMnO2 (SAV-C0010) та акумулятори LiMnO2 (SAV-C0011), а також зарядні пристрої (SAV-C0014).
  - кабель ЕКГ (SAV-C0017) із 2 відведеннями.
  - симулятор Smart Simulator S1 (SSS-B0009) для тестування дефібриляторів.